# Вильмотс, Рено
Рено Вильмотс (нидерл. Reno Wilmots; 16 марта 1997 года, Бельгия) — бельгийский футболист, полузащитник клуба «Льеж». Сын известного футболиста Марка Вильмотса. Ныне выступает за бельгийский клуб «УРСЛ Визе».

## Клубная карьера
Рено Вильмотс — воспитанник клуба «Сент-Трюйден». С сезона 2015/16 года привлекается в основную команду. 5 декабря 2015 года дебютировал в Лиге Жюпиле в поединке против «Остенде», выйдя на замену на 86-й минуте вместо Эдмилсон Жуниора. Кроме этого, также выходил на замену в ещё одной встрече.
В апреле 2016 года появилась информация об интересе к игроку со стороны «Стандарда».

## Карьера в сборной
С 2016 года вызывается в юношескую сборную Бельгии до 19 лет.

## Семья
Его отец — Марк Вильмотс, известный в прошлом бельгийский нападающий, а ныне тренер.